# Lansing (Illinois)
Lansing é uma aldeia localizada no estado americano de Illinois, no Condado de Cook.

## Demografia
Segundo o censo americano de 2000, a sua população era de 28.332 habitantes.
Em 2006, foi estimada uma população de 27.093, um decréscimo de 1239 (-4.4%).

## Geografia
De acordo com o United States Census Bureau tem uma área de 17,7 km², dos quais 17,5 km² cobertos por terra e 0,2 km² cobertos por água.

## Localidades na vizinhança
O diagrama seguinte representa as localidades num raio de 8 km ao redor de Lansing.